# Myślibórz (województwo wielkopolskie)
Myślibórz – wieś w Polsce położona w województwie wielkopolskim, w powiecie konińskim, w gminie Golina.
W latach 1975–1998 miejscowość administracyjnie należała do województwa konińskiego.

## Położenie
Myślibórz leży na skraju pradoliny Warty, ok. 3 km na południowy zachód od Goliny. Przez wieś przebiega droga wojewódzka nr 467 Golina - Ciążeń.

## Historia
Pierwotna nazwa Błozino, własność klasztoru Cystersów w Lądzie. Najdawniejszą wzmiankę o istnieniu wsi zawiera dokument z 1288 roku. W roku 1587 właściciel wsi Roch Żychliński zamienił tutejszy kościół na zbór luterański.
W czasach PRL-u we wsi powstała Rolnicza Spółdzielnia Produkcyjna. 

## Zabytki
Głównym zabytkiem Myśliborza jest kościół parafialny pw. św. Mateusza. Kościół gotycki wzniesiono na początku XVI w. Późniejsze przebudowy (w drugiej połowie XVII w., w XVIII i XIX w.) zatarły jego pierwotne cechy stylowe. W fasadzie zachodniej zachował się skromny portal, a w kruchcie pod wieżą – sklepienie krzyżowe. Najstarszymi zabytkami są dwie romańskie antaby z brązu w kształcie lwich głów. Wyposażenie kościoła częściowo pochodzi z epoki baroku (ołtarze, ambona) z XVII - XVIII w.

## Przypisy

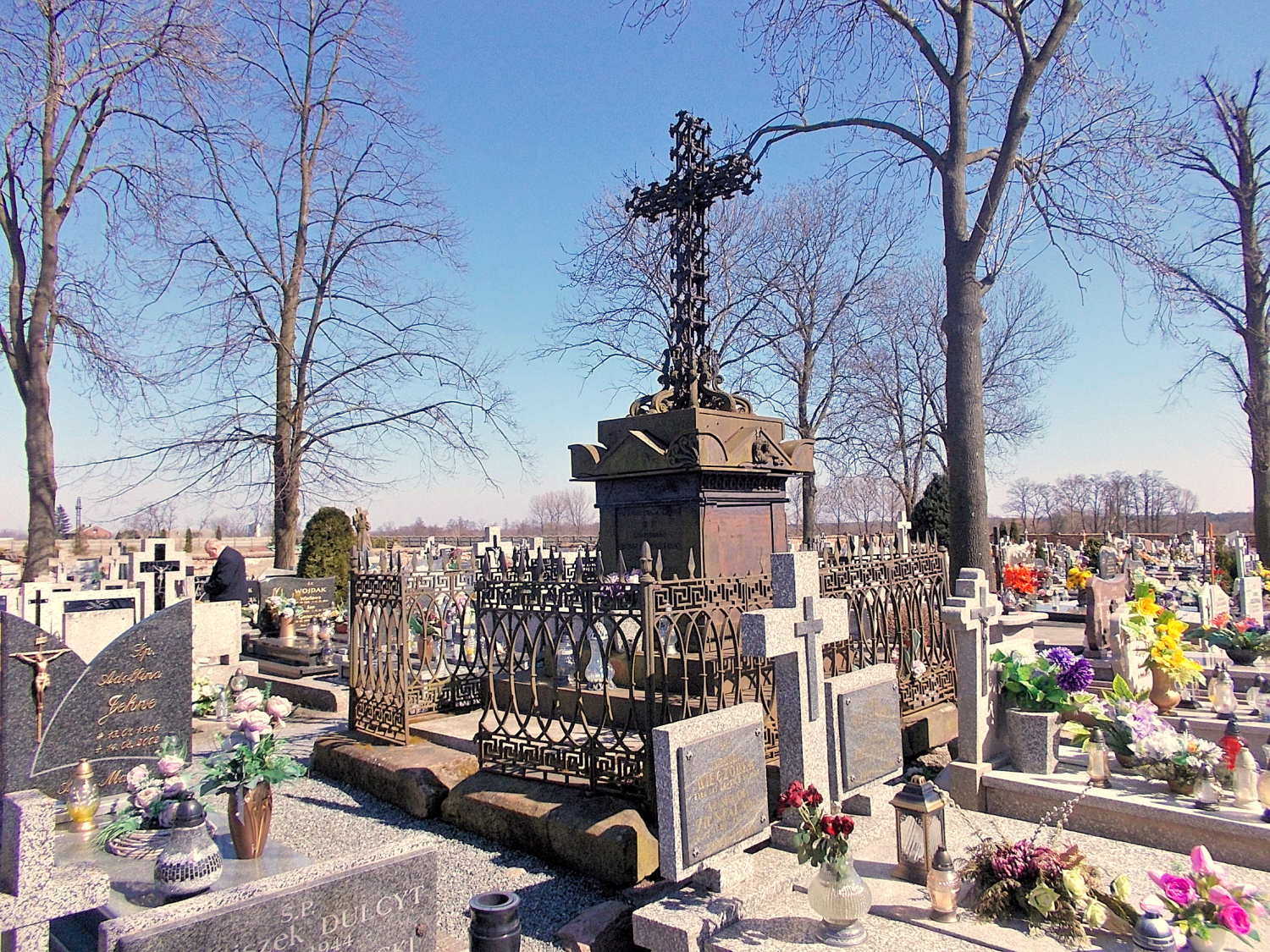
Grób Ksawerego Wyganowskiego
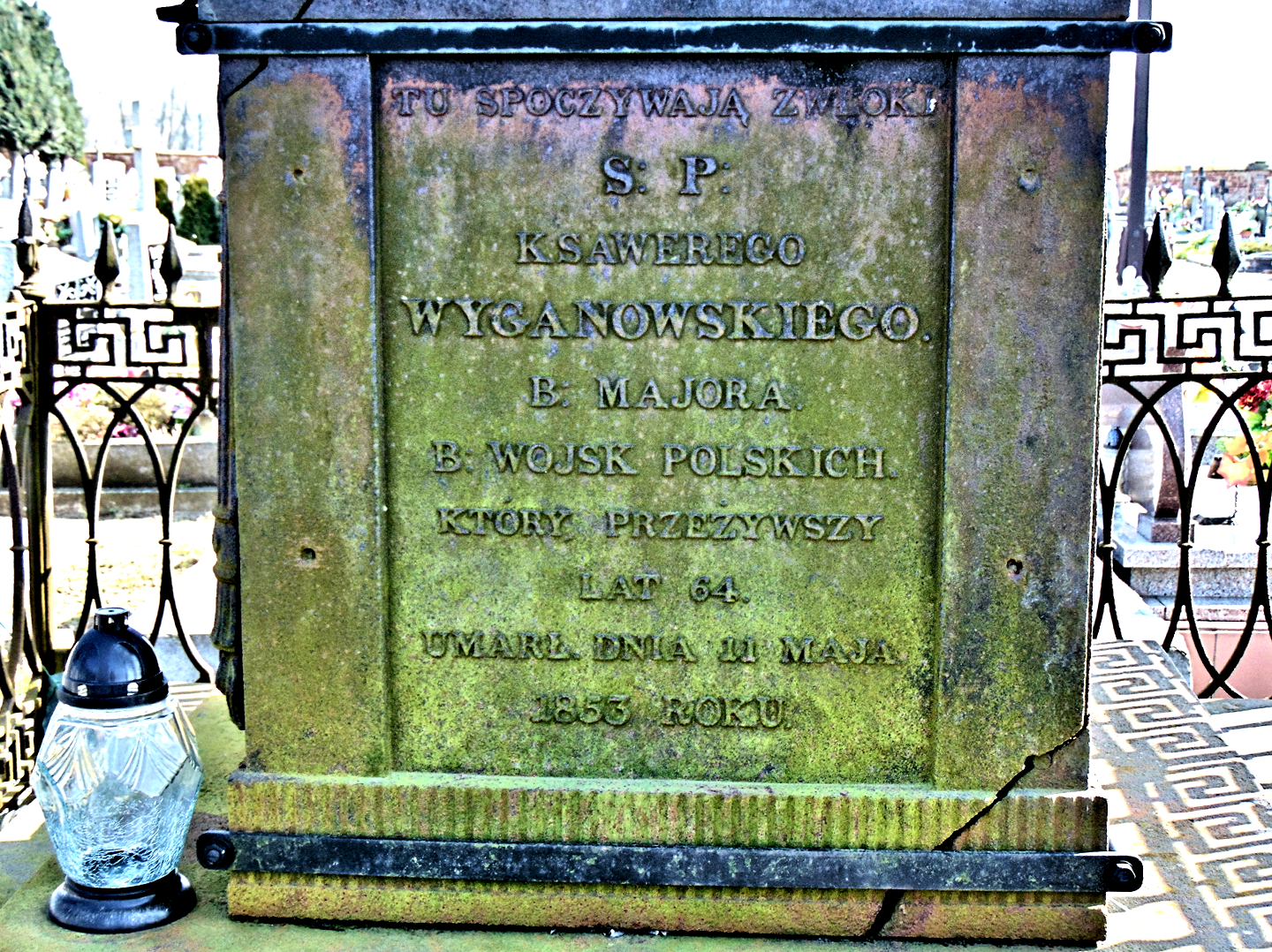
Tablica nagrobna Ksawerego Wyganowskiego
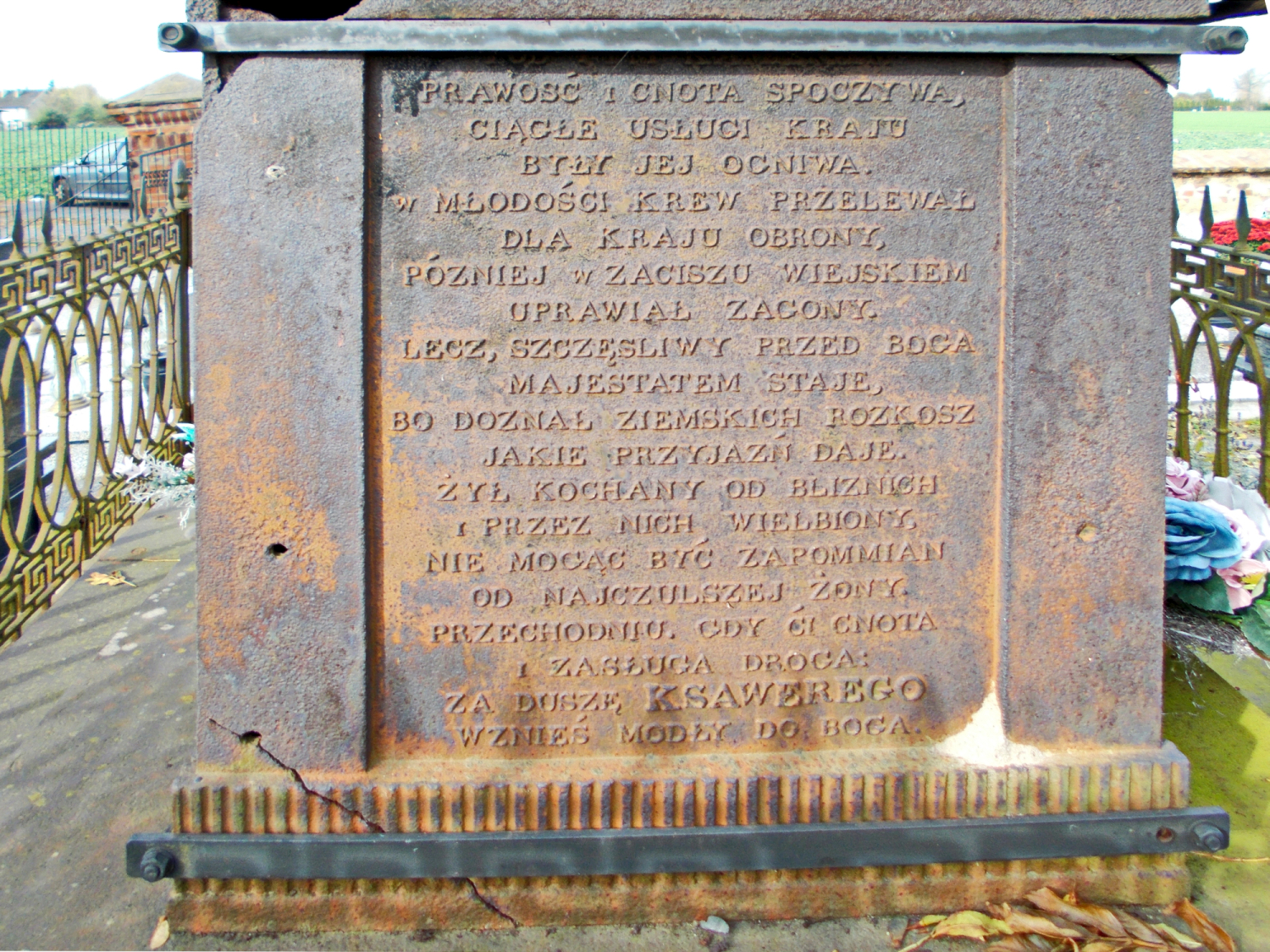
Tablica nagrobna Ksawerego Wyganowskiego cz. 2